# IC 994
IC 994 ist eine Spiralgalaxie mit aktivem Galaxienkern vom Hubble-Typ SA im Sternbild Bärenhüter am Nordsternhimmel. Sie ist schätzungsweise 331 Millionen Lichtjahre von der Milchstraße entfernt und hat einen Durchmesser von etwa 125.000 Lj.  Wahrscheinlich bildet sie gemeinsam mit NGC 993 ein gravitativ gebundenes Galaxienpaar. 

Im selben Himmelsareal befinden sich u. a. die Galaxien NGC 5531 und NGC 5532.
Das Objekt wurde am 27. Mai 1891 vom französischen Astronomen Stéphane Javelle entdeckt.